# Zhendong (köpinghuvudort i Kina, Jiangsu Sheng, lat 32,65, long 120,15)
Zhendong (kinesiska: 溱东, 溱东镇) är en köpinghuvudort i Kina. Den ligger i provinsen Jiangsu, i den östra delen av landet, omkring 140 kilometer nordost om provinshuvudstaden Nanjing. Antalet invånare är 36 663. Befolkningen består av 18 304 kvinnor och 18 359 män. Barn under 15 år utgör 10,0 %, vuxna 15-64 år 72 %, och äldre över 65 år 17,0 %.
Runt Zhendong är det tätbefolkat, med 762 invånare per kvadratkilometer. Närmaste större samhälle är Dainan, 7,7 km norr om Zhendong. Trakten runt Zhendong består till största delen av jordbruksmark.
Genomsnittlig årsnederbörd är 1 148 millimeter. Den regnigaste månaden är juli, med i genomsnitt 241 mm nederbörd, och den torraste är januari, med 30 mm nederbörd.